# Hilara quadrifasciata
Hilara quadrifasciata is een vliegensoort uit de familie van de dansvliegen (Empididae). De wetenschappelijke naam van de soort is voor het eerst geldig gepubliceerd in 2002 door Chvala.